# Kırmataş, Hazro
Kırmataş là một xã thuộc huyện Hazro, tỉnh Diyarbakır, Thổ Nhĩ Kỳ. Dân số thời điểm năm 2008 là 1.13 người.